# Vilém Tell (Rossini)
Vilém Tell (v originále Guillaume Tell, italsky Guglielmo Tell) je název poslední opery Gioacchina Rossiniho z roku 1829, určené k provedení v Paříži. Předlohou k opeře bylo drama Wilhelm Tell německého básníka Friedricha Schillera. Autory libreta sepsaného ve francouzštině byli Étienne de Jouy a Hippolyte Bis za pomoci Armanda Marrasta a Adolpha Crémieuxe.
Premiéra této jediné Rossiniho tzv. velké opery (grand opéra) se konala v Opéra Le Peletier, předchůdkyni pozdější Opéra Garnier, dne 3. srpna 1829. Rossini již dopředu oznámil, že Vilém Tell bude jeho poslední operou. Ve svých 36 letech se po usilovné skladatelské činnosti cítil zcela vyčerpán. Své předsevzetí dodržel a věnoval se poté po dlouhá léta převážně své zálibě v rafinovaném kuchařství.

## Hlavní postavy

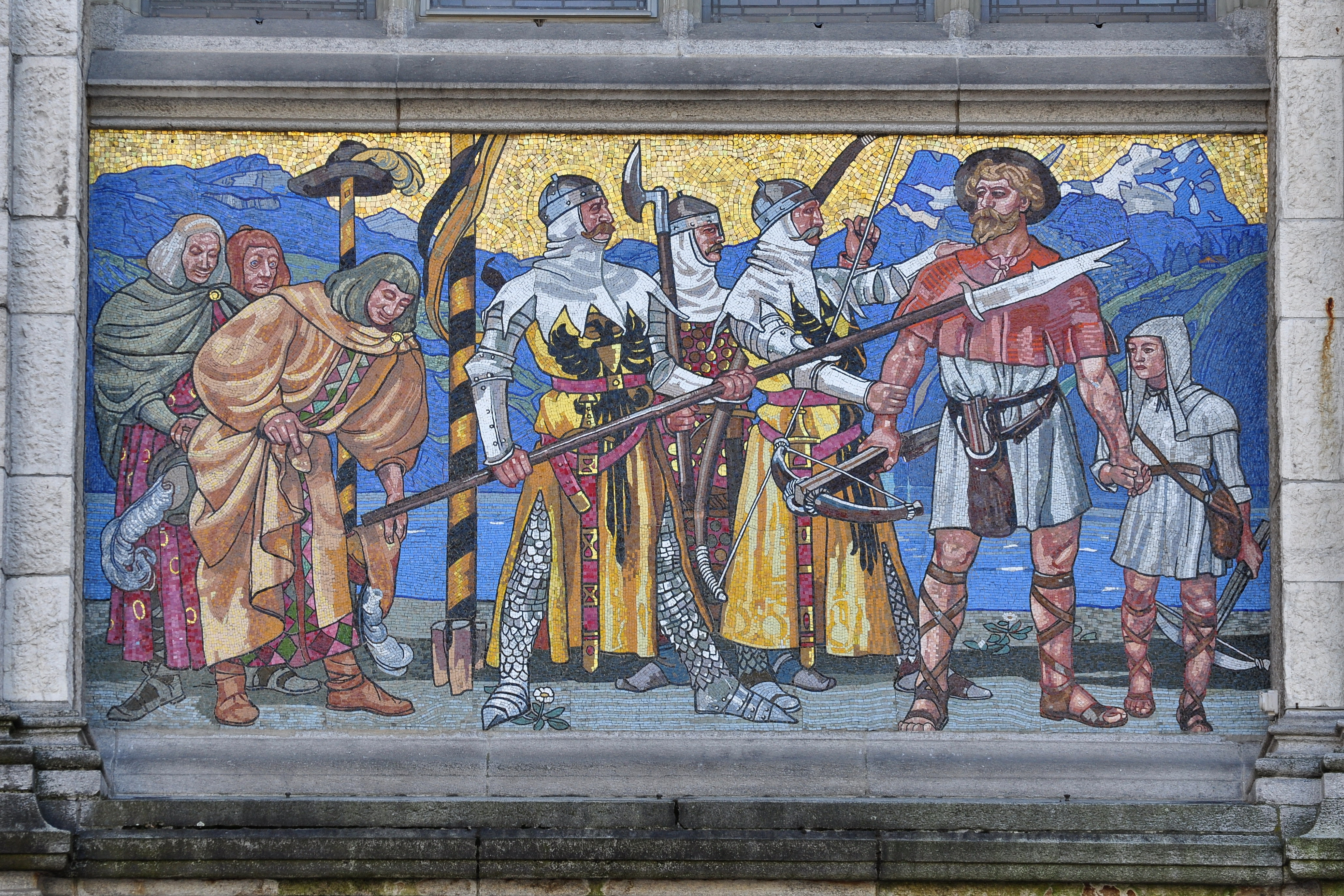
Zajetí Viléma Tella (mozaika), fasáda Zemského muzea v Curychu

- Vilém Tell (Guillaume Tell - baryton)
- Gemmy, jeho syn (Jemmy - soprán)
- Gessler, habsburský místodržící (bas)
- Rudolf, velitel habsburského vojska (Rodolphe - tenor)
- Matylda, dcera Gesslerova (Mathilde - soprán)
- Hedvika, Vilémova žena (Hedwige - mezzosoprán)
- Melchthal, otec Arnoldův (bas)
- Arnold, jeho syn, nápadník Matyldin (tenor)
- Walter Fürst (bas)
- Leuthold, pastýř (bas)
- Ruedi, rybář (tenor)

## Obsah
Vilém Tell je opera o čtyřech dějstvích. Její děj se odehrává ve Švýcarsku na začátku 14. století.

### První dějství
Vilém Tell prozrazuje lidem, že pod pláštíkem právě probíhající venkovské slavnosti na břehu Lucernského jezera se chystá boj proti habsburskému vojsku, stojícímu pod vrchním velením místodržícího Gesslera. Jako jeden z prvních činů odporu zachraňuje Tell vrchností stíhaného Leutholda, který zabil habsburského žoldnéře při obraně cti své dcery. Žoldnéři, kteří nenajdou Leutholda, zatýkají a odvlékají mluvčího místního lidu Melchthala.

### Druhé dějství
Melchthalův syn Arnold se v lesích setkává s Gesslerovou dcerou Matyldou a navzájem si vyznávají lásku. Arnold je rozhodnut opustit kvůli princezně svou vlast. Do toho vstupuje Vilém a oznamuje Arnoldovi, že jeho zatčený otec byl popraven, což Arnolda vrací do řad vzbouřenců.
Vzbouřenci přísahají v horách věrnost v boji za svobodu jejich země a domlouvají se, že signálem k všeobecné vzpouře bude zapálení velkých ohňů.

### Třetí dějství
Před hradem místodržícího Gesslera se u příležitosti výročí panství Habsburků ve švýcarských kantonech musí místní lidé klanět Gesslerovu klobouku zavěšenému na vysoké tyči. Vilém toto jako jediný odmítá a za trest musí šípem z kuše sestřelit jablko postavené na hlavě svého syna. To se mu díky jeho velkému střeleckému umění podaří. Když však prohlásí, že druhý šíp by byl v případě, že by synka zranil, určen Gesslerovi, je zajat a odvlečen žoldnéři. Gesslerova dcera Matylda zachraňuje jeho syna Gemmyho.

### Čtvrté dějství
Matylda přichází k Tellovu domu s Gemmym a dává se jako rukojmí do rukou horalů. Zároveň prozrazuje, že Tell je odvážen na lodi přes jezero k popravě. V té chvíli Gemmy zapaluje dům svých rodičů, čímž dává signál k všeobecné vzpouře, při které je Vilém Tell osvobozen a vlastní rukou zabíjí nenáviděného Gesslera.

## Nahrávky
- 1979 Ambrosiánský operní sbor a Národní filharmonický orchestr, dirigent Riccardo Chailly. Osoby a obsazení: Vilém Tell (Sherrill Milnes), Arnoldo (Luciano Pavarotti), Matilde (Mirella Freni), Gualtiero (Nikolaj Gjaurov), Melchthal (John Tomlinson), Jemmy (Della Jones), Edwige (Elisabeth Connell), rybář (Cesar Antonio Suarez), Leutoldo (Richard van Allan), Gessler (Ferruccio Mazzoli), Rodolfo (Piero de Palma), lovec (John Noble), nahrávka DECCA.